# Anders Persson i Tofta
Anders Persson (i riksdagen kallad Persson i Tofta), född 3 januari 1829 i Lindbergs församling, Hallands län, död där 15 februari 1872, var en svensk hemmansägare och riksdagspolitiker. Han var far till riksdagsmannen Per Johan Persson.
Persson var hemmansägare i Tofta i Lindbergs socken. Han var som riksdagsman ledamot av riksdagens andra kammare.